# Penaherreraus centrolineatus
Penaherreraus centrolineatus là một loài bọ cánh cứng trong họ Cerambycidae.